# テスココ湖

アステカ時代のテスココ湖

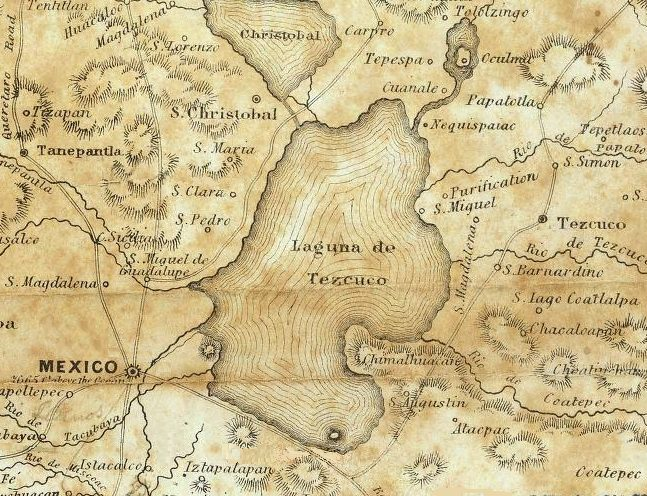
1847年のテスココ湖

テスココ湖（テスココこ、スペイン語：Lago de Texcoco）は、かつてメキシコ中央高原のメキシコ盆地内にあった「ひょうたん」型ないしタツノオトシゴのような形状をした南北約65kmにわたる大きな湖 (海抜2242m) であった。現在は、南北20km、東西10数kmが残っている（ただし衛星写真によれば、埋め立ては更に進行し、2007年5月現在、メキシコシティの北東部にある5km×2km程度の長方形の区画を残すのみである）。

## 概要
13世紀頃、テスココ湖の北端にはスンパンゴ湖およびシャルトカンというトゥラン（都市）をはじめとして数個の小島をもつシャルトカン湖（Lago de Xaltocan）があり、「ひょうたん」のくびれの部分をへて、「本体」の東岸にテスココ、西岸にアスカポツァルコ（後にトラコパン）、東から突き出た半島の先端近くのクルワカン、半島に区切られた南端のソチミルコ湖とチャルコ湖（Lago de Chalco）上の小島に築かれたトラウアックやヒコなどのトゥラン（都市）が繁栄していた。アステカの首都テノチティトランは、西岸近くの小島に築かれ、クルワカンの築かれた半島と西岸、テスココ湖のくびれ部分に大きく半島状に突き出た北岸に堤道が築かれていた。
現在はメキシコシティがある。前述のようにテスココ湖の埋め立てを経て立地されたために地盤が緩く、1985年や2017年のメキシコ地震では甚大な被害が生じた。
メキシコシティの北東部にあるテスココ湖の残りの部分には塩生植物の生える湿地およびSchoenoplectus acutus（現地ではトゥレと呼ぶ草）の植生があり、メキシコサンショウウオ、ラフネックアリゲータートカゲ、Girardinichthys viviparus、ヤブタヒバリ、ハシビロガモ、アカオタテガモ、アメリカヒレアシシギなどが生息している。2022年にラムサール条約登録地となった。2018年にエンリケ・ペーニャ・ニエト政権の下でこの湿地の近辺に新たな国際空港のテスココ空港の建設が予定されたが、その後計画が中止となり、アンドレス・マヌエル・ロペス・オブラドール政権では代わりにスンパンゴにフェリペ・アンヘレス国際空港が建設された。2023年にテスココ湖生態公園となる予定である。